# Ouvi Dizer (álbum)
Ouvi Dizer é o segundo álbum de estúdio do Grupo Elo, lançado em 1978.
Considerado o disco mais notório do grupo, incluiu a composição mais conhecida do vocalista Paulo Cezar, "Autor da Minha Fé", anos depois regravada por vários músicos. Além da música "Céu, Lindo Céu". Neste álbum, a banda decidiu regravar "Calmo, Sereno, Tranquilo", "Mais Perto Quero Estar" e "Junto a Ti" trazendo arranjos mais ousados. É considerado um dos clássicos da música cristã do Brasil.
Em 2015, foi considerado, por vários historiadores, músicos e jornalistas, como o 3º maior álbum da música cristã brasileira, em uma publicação.
| Críticas profissionais | Críticas profissionais |
| Avaliações da crítica  | Avaliações da crítica  |
| Fonte                  | Avaliação              |
| ---------------------- | ---------------------- |
| Super Gospel           | [ 7 ]                  |
| O Propagador           | [ 8 ]                  |

## Faixas
| Lado A         |                                       |                                                |         |  |
| N.º            | Título                                | Compositor(es)                                 | Duração |  |
| 1.             | "Calmo, Sereno, Tranquilo"            | Ivã Borges                                     | 4:30    |  |
| 2.             | "Mais Perto Quero Estar / Junto a Ti" | Sarah Adams e Lowell Mason / Fanny Jane Crosby | 2:04    |  |
| 3.             | "Ao Sentir"                           | Jairo Trench Gonçalves                         | 3:40    |  |
| 4.             | "Ouvi Dizer"                          | Dick Torrans                                   | 4:53    |  |
| Duração total: | Duração total:                        | Duração total:                                 | 16:57   |  |

| Lado B         |                                  |                                               |         |  |
| N.º            | Título                           | Compositor(es)                                | Duração |  |
| 1.             | "Jesus Provou"                   | Jairo Trench Gonçalves                        | 3:54    |  |
| 2.             | "Céu, Lindo Céu / Manso e Suave" | Dick Torrans / William Lamartine Thompson     | 4:36    |  |
| 3.             | "Você Chegou"                    | Jairo Trench Gonçalves e Roberto F. de Moraes | 2:58    |  |
| 4.             | "Autor da Minha Fé"              | Paulo Cezar da Silva                          | 4:47    |  |
| Duração total: | Duração total:                   | Duração total:                                | 16:15   |  |

## Ficha Técnica
Banda
- Jayrinho - vocais, piano, teclado
- Paulo Cezar - vocal
- Dick Torrans - produção musical, arranjos e regência
- Inayê Gonçalves - vocal
- Nilma Soares - vocal
- Tim J. Schlener - bateria
- José Raul - guitarra
- Roberto Fernandes de Moraes - baixo
- Reginaldo Santos - guitarra

Técnica
- Gravado e Mixado: Vocais gravados, Estúdios Vice-Versa (SP)
- Técnicos de Gravação e Mixagem: Wilson Roberto
- Capa: Criação e Arte - Laan
- Fotos e Contra-Capa: Laan e E. Rosário